# Мост Миллениум (Казань)
Мост Миллениум (тат. Миллениум күпере) — вантовый мост в Казани. Пересекает реку Казанку, соединяя улицу Вишневского с проспектом Фатиха Амирхана и являясь частью Малого Казанского кольца.

## Конструкция
Полная длина мостового перехода составляет 1524 метра, включающая в себя 318-метровую вантовую часть, 517-метровую балочную часть и 689 метров дорожных переходов, с подходами к мосту — более 3 километров. Главной особенностью моста является пилон в виде буквы «М», имеющий более 45 метров в высоту и 64 метров в основании. Под каждой из половин пилона проходят проезжая часть с тремя автомобильными полосами и изолированный пешеходный тротуар. Мостовой переход имеет S-образную траекторию.

## Название
Мост обязан своим названием тысячелетнему юбилею Казани, в канун которого и был сдан. Реализованная в пилоне моста буква «М» также символизирует тысячелетнюю историю города в связи с тем, что является первой в слове тысячелетие в татарском (Меңъеллык/Meñyıllıq) и латинских (Millennium) языках. Многие горожане называют мост просто Миллениум.

## История

### Сооружение
До сооружения моста Миллениум для переправы использовался располагавшийся рядом временный понтонный наплавной мост, выходивший на улицу Толстого.
Сооружение постоянного моста началось в 2004 году. Открытие первой очереди моста состоялось 29 июля 2005 года. Он стал важной составляющей Малого Казанского кольца. До открытия второй очереди движение транспорта осуществлялось по одной полосе в центр города и двум — из центра. 30 августа 2007 года была открыта вторая очередь моста.
Стоимость сооружения моста составила 3,4 миллиарда рублей.

### Эксплуатация
В сентябре 2012 года были проведены работы по ремонту асфальтового покрытия моста. При проведении работ осуществлялось частичное или полное закрытие движения транспорта по мосту. Дорожное покрытие наносилось по новой технологии и с относительно высокими темпами — 10 метров в минуту.
В 2024 году, после того как двое подростков поднялись на вершину буквы «М», воспользовавшись её внутренней конструкцией, доступ внутрь буквы был закрыт.

## Галерея

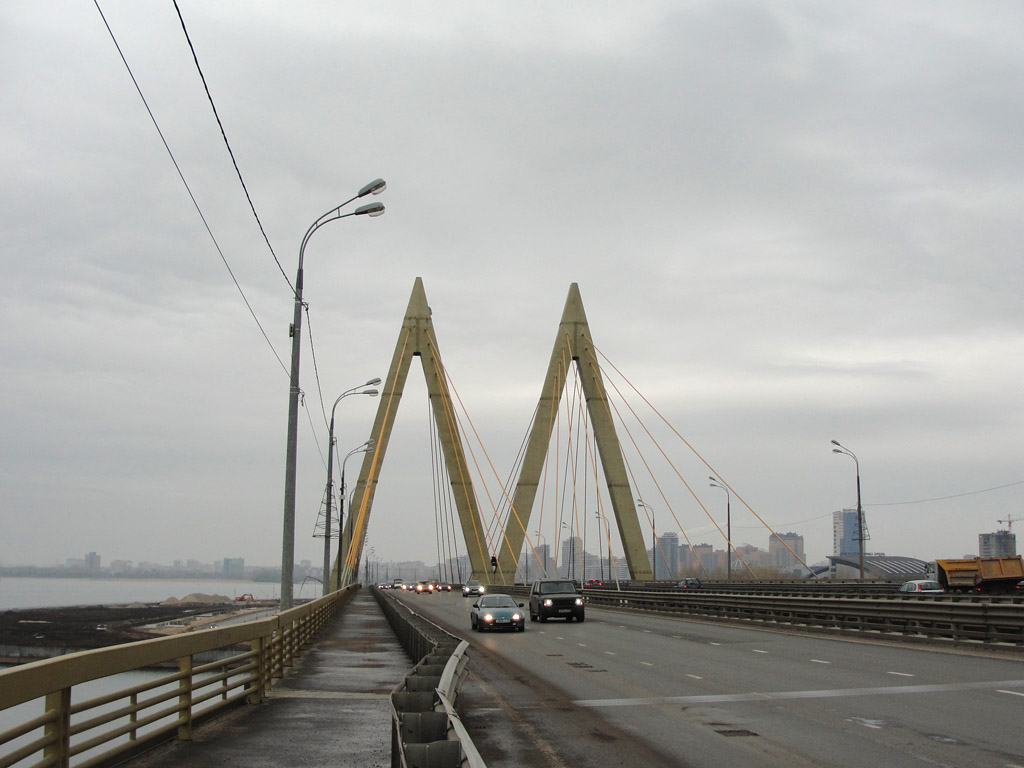
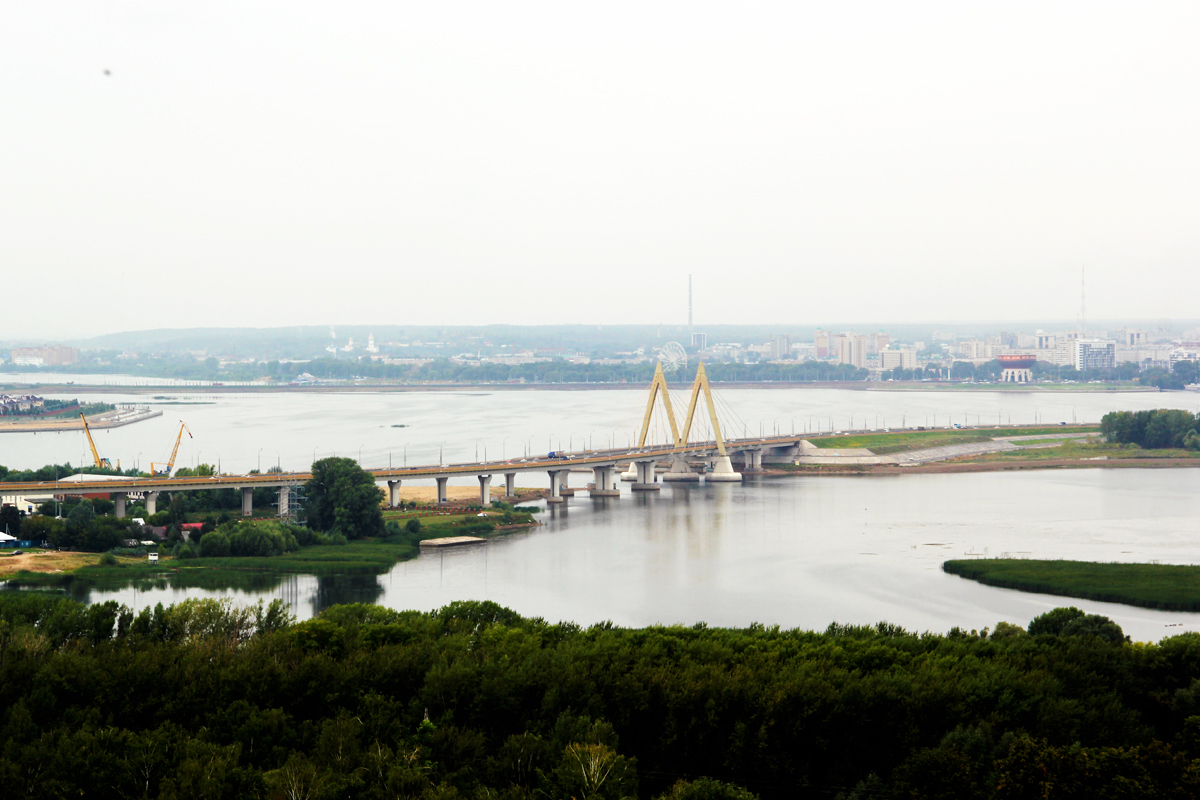
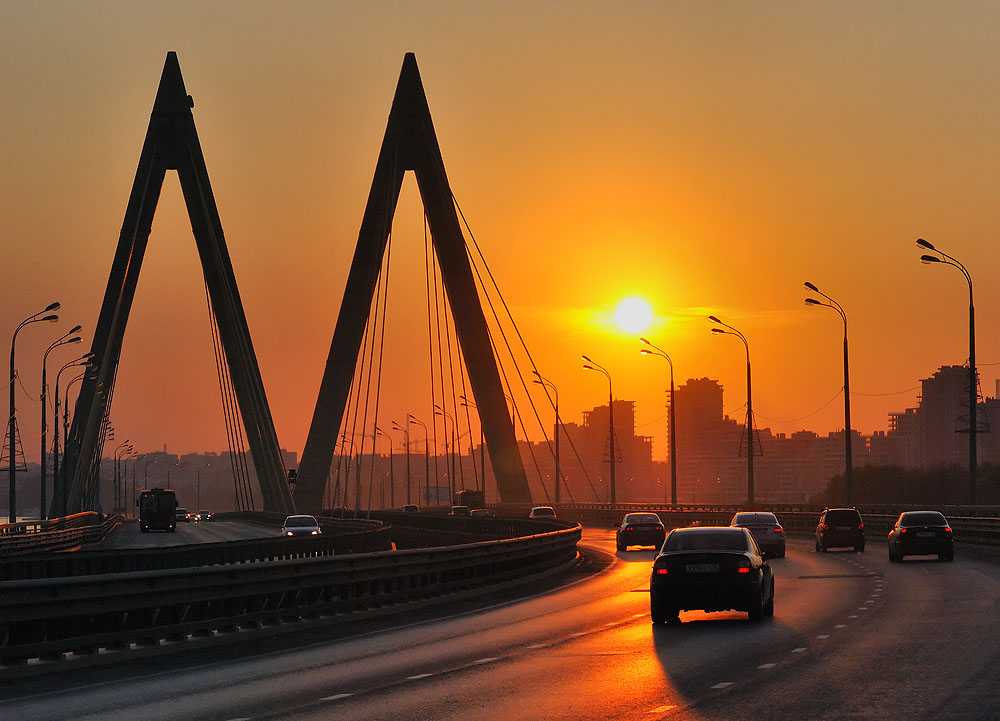
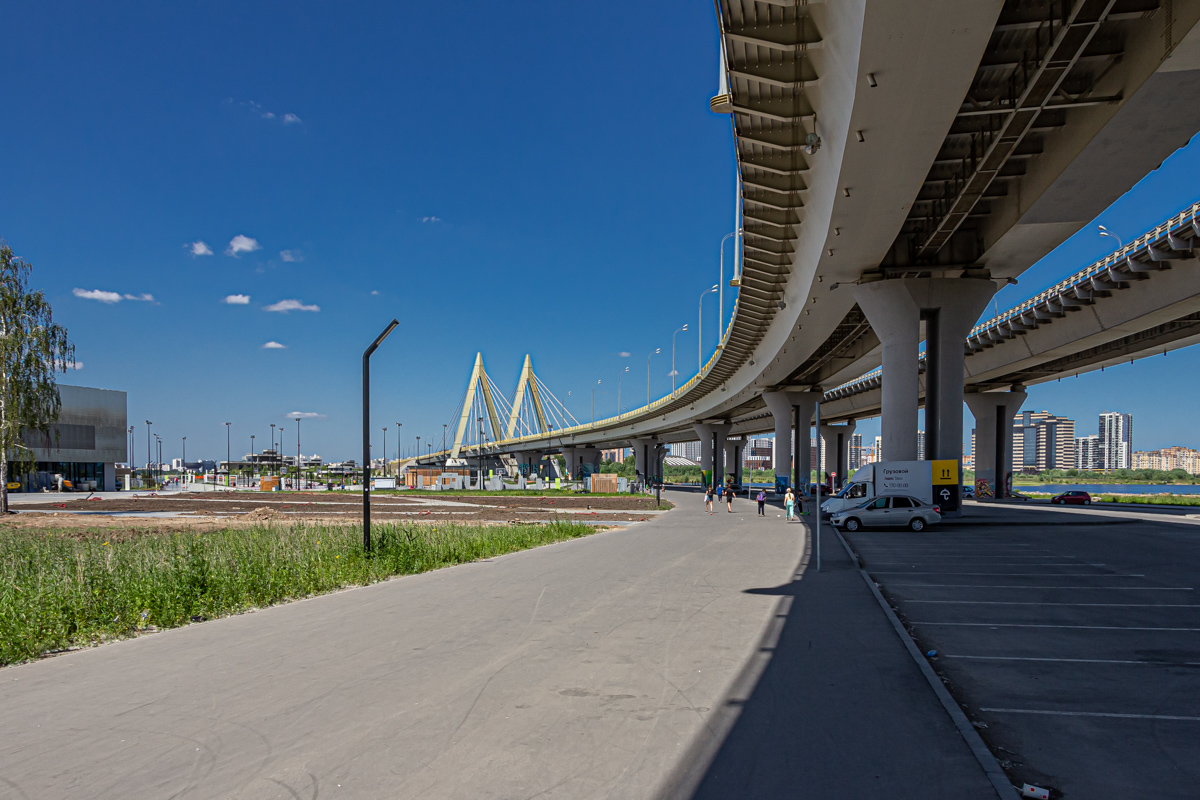